# 洊安县
洊安县，古县名。唐初以游安县改名，治所在今广东省怀集县西北。为齐州治。十三年（639年）改属广州。至德二载（757年）改为洊水县。